# The Three Troubledoers
The Three Troubledoers (br.: Procurando encrenca) é um curta-metragem estadunidense de 1946, dirigido por Edward Bernds. É o 91º de um total de 190 filmes da série com os Três Patetas produzida pela Columbia Pictures entre 1934 e 1959.

## Enredo
Os Três Patetas são exaustos garimpeiros que chegam a uma remota cidadezinha do Velho Oeste chamada conforme a placa de madeira na entrada de Dead Man's Gulch ("Cova do Homem Morto", segundo a dublagem brasileira) e ouvem o som de um tiroteio. Logo a seguir um habitante risca a população indicada na placa, diminuindo alguns números. O bandoleiro Badlands Blackie (Dick Curtis) e sua gangue são os responsáveis, com alguns cidadãos comentando que no tiroteio fora morto o xerife e que os bandidos mataram seis nos últimos cinco meses. Logo a seguir Blackie vai até o barracão da ferraria e avisa Nell (Christine McIntyre) que raptara o ferreiro (o pai dela) para forçá-la a se casar com ele. Os Patetas chegam e tentam defender Nell de Blackie e na discussão, o cinturão de Curly é jogado no fogo. As balas começam a disparar e Blackie acha que está sendo atacado e foge da ferraria. Os cidadãos pensam que alguém assustara o bandido e entram no barracão. Curly segurava as armas fumegantes e imediatamente os cidadãos lhe oferecem o cargo de xerife, com Moe e Larry se tornando ajudantes. Curly pergunta a Nell se ela se casará com ele se conseguir resgatar o pai dela e a moça lhe responde que sim. Moe e Larry estão relutantes mas resolvem ajudar o romance do amigo e vão atrás dos bandidos.
Badlands Blackie retorna para forçar o casamento com Nell e manda chamar o Juiz de Paz. Curly assume o lugar do homem pegando a peruca dele para se disfarçar. Com suas trapalhadas é descoberto mas ele e os dois companheiros acabam forçando os bandidos a fugirem e Blackie carrega Nell para seu esconderijo em Skull Bone Pass ("Vale do Esqueleto" segundo a dublagem brasileira) onde recruta um juiz bêbado para que realize o casamento.
O trio persegue os bandidos e na luta os bandidos acabam entrando num paiol de pólvora. Moe e Larry tentam usar sua "arma secreta", um tipo de bazuca cujo tiro sempre sai pela culatra e quando dá errado mais uma vez eles a jogam no chão. Com o impacto a bazuca dispara em direção ao paiol, eliminando os bandidos. Nos escombros é encontrado ainda o pai de Nell que está todo chamuscado e irritado com os Patetas por quase lhe terem matado. Quando Nell diz que se casará com Curly ele responde que preferia a morte ("rather die" first). Então Curly lhe dá uma dinamite com o pavio aceso e o homem aceita mas Nell bate-lhe na mão e o explosivo cai aos pés dos Patetas, que saem correndo em meio a explosão.

## Acidente com Moe
No roteiro havia sido incluida a gag sobre uma bazuca que sempre funcionava mal e numa das cenas, deveria sair uma fuligem de pólvora pelo cano de trás, atingindo o rosto de Moe. "O homem dos efeitos especiais exagerou na força do ar comprimido", disse o diretor Edward Bernds (em tradução livre), "daí o pó atravessou as pálpebras e entrou fundo nos olhos de Moe. Eles tiveram que abrir seus olhos para limpar toda aquela pólvora. Eu fiquei apavorado; achei que o pobre rapaz ficaria cego". Moe tinha sofrido um acidente similar no curta de 1939 Oily to Bed, Oily to Rise, quando um produto que simulava petróleo também entrou em seus olhos.